# Ляхово (Велижский район)
Ляхово — деревня в Смоленской области России, в Велижском районе. Население — 231 житель (2007). Расположена в северо-западной части области в 3 км к востоку от Велижа, в 1 км к северу от автодороги Р133 Смоленск — Невель. 
Входит в состав Велижского городского поселения.

## История
Название деревни произошло от слова «ляхи» — поляки. По всей видимости, в деревне проживало много поляков.